# 萨维贝尔莱特
萨维贝尔莱特（法語：Savy-Berlette）是法国北部-加来海峡大区加来海峡省的一个市镇，属于阿拉斯区欧比尼昂纳图瓦县。该市镇2009年时的人口为916人。

## 人口
萨维贝尔莱特人口变化图示
| 数据来源：INSEE |